# 구포교
구포교(龜浦橋)는 1932년부터 2008년까지 존속하였던 부산광역시의 다리이다. 낙동강에 건설된 최초의 다리로 개통 당시 아시아에서 가장 긴 교량이었다. 영도대교와 함께 부산광역시를 상징하는 다리였으며, 실질적인 교량 역할은 2003년 태풍 매미로 인한 유실 직전까지 수행하였다. 현재는 구포대교가 역할을 대체하여 수행하고 있다.
옛 구포교 지점에서부터 구포역에 이르는 지역의 번지는 대부분 1060-1, 1060-2 등의 주소를 사용하는데, 여기서의 1060은 구포교의 길이(m)에서 따온 것으로 이는 부산에서의 구포교에 대한 상징의 정도를 볼 수 있는 대목이기도 하다.

## 구조 및 건설
상판은 게르버교로 판형교이며, 교각은 56개였다. 공사 공사 총인원은 7,760명, 공사비 70만원(정부보조 40만원, 지방비 19만원, 지방지원부담 11만원)이 소요되었다.

## 역사
1932년 당시 동래군 구포면(현재의 부산광역시 북구 구포동)과 김해군 대저면(현재의 부산광역시 강서구 대저동)을 잇는 형태로 낙동강 최초의 교량으로 개통되어 부산과 서부 외곽 지역을 잇는 대표적인 교량이였다. 당시에는 대한민국에서 가장 긴 다리였으므로, 낙동장교(洛東長橋)라는 명칭이 붙었다.
1980년대 교통량의 급속한 증가로 인해 1990년 9월 30일부터 기존의 구포교를 대체하는 왕복 6차로의 구포대교가 건설되어 1993년 12월 31일에 개통하였다. 구포대교의 개통이후에는 김해방면으로의 일방통행 방식 승용차 전용교량으로 사용되었으나, 오랜 시간이 흐르면서 다리가 노후화되자 1995년에 재난위험시설로 분류되었고, 이후로도 철거 논란이 수차례 빚어졌다가 2003년 9월 14일 오후 2시 50분경, 태풍 매미로 다리의 19번째 교각의 유실과 함께 15m에 달하는 상판 4개가 무너져내리면서 구포교의 교통이 전면 통제되었다. 붕괴 직후 철거를 실시하려 했으나 '교량의 철거를 강행하는 것은 너무 성급한 결정'이라며 관광명소로의 보존을 주장하는 인근의 주민들이 철거에 반발하면서 일단은 무산되었다. 그러나 이후 2004년에 실시된 안전진단 용역결과에서도 E급으로 분류되며 안전에 심각한 문제가 있는 것으로 재확인되었고, 이와중에 2005년 9월 17일 오전 8시 50분경에는 22번째 교각이 하중을 견디지 못하고 넘어지면서 상판 17m가량이 함께 추가로 붕괴하는 일이 발생하였다. 그러나 시의 예산 부족으로 철거 시기가 미루어진 채 교량은 계속 방치되었고, 2006년까지 철거가 이루어진 곳은 강변대로(다대항 배후도로) 시공을 위해 2005년 7월에 구포쪽의 125m 부분을 철거한 것이 고작이었다. 결국 완전히 철거가 이루어진 것은 교통이 전면 통제된지 5년만인 2008년 연말이 되어서야였다.

### 전기료 부담 줄다리기 시합
구포교의 개통을 앞둔 1932년 1월에는 '지는 쪽이 다리 난간의 조명등 전기료를 내는 것'을 조건으로 하여 당시 동래군 구포면의 주민들과 김해군 대저면의 주민들이 다리 위에서 줄다리기 한판 시합을 겨뤘다. 다리 건설 당시 동래군 구포면 주민들은 지역경제의 쇠퇴를 우려하였으나, 이와 달리 김해군 대저면 주민들은 다리의 개설에 적극적이었던 상황에서 벌어진 시합이었다. 결과는 동래군 구포면의 주민들이 승리하였지만, 패배한 김해군 대저면 측의 청년들이 몰려와 조명등을 부수는 바람에 수년동안 구포교에는 조명등이 하나도 없었다.